# 藍坂素敵な症候群
『藍坂素敵な症候群』（あいさかすてきなしょうこうぐん）とは水瀬葉月/著・東条さかな/イラストによる日本のライトノベルである。電撃文庫より刊行。

## ストーリー
那霧浩介は転校初日から部員全員が風変わりな趣味を持っている医術部に連行される。一方、そのころ街では耽溺症候群という病が流行っていた。そしてその影には「おはなしやさん」なる者の存在があり...

## 登場人物

### 主な登場人物
那霧浩介（なぎり こうすけ）
頻繁に違う趣味に移行してしまう飽きっぽい体質だが、この飽きっぽさが耽溺症候群を治すヒントとなる可能性を秘めているとされる。
藍坂素敵（あいさか すてき）
千歳井高校医術部部長。耽溺症候群撲滅運動をしている少女。普段から白衣を着ている。街を散策していた浩介の頭上から突然降ってきた。
慌てると噛む癖がある。ジッとしていられない、細かい作業が苦手など落ち着きに欠ける。
ただし耽溺症候群の影響か、手術前をイメージすると落ち着いたり手術道具の扱いには長けている。ノーブラ派。
世界と乖離する症候群という特殊な症候群を持つ。
宵闇ヶ原陰子（よいやみがはら かげるこ）
高校2年の傘愛好家。部長である素敵を慕っているが、浩介に対しては普段から愚痴をこぼしている。
なにかトラウマでもあるのか、名前から「か」を抜いた「ゲル子」というアダ名で呼ばれることを嫌う（故に浩介は今後ずっとこの呼び方をすると決めている）。
前述の通り素敵のことが大好きだが根底にはかつて彼女に救われた恩があり、彼女の笑顔のためなら何でもする覚悟を決めている。耽溺している症候群は傘耽溺症(アンブレラフィリア)。
黒崎空（くろさき くう）
金髪にヘッドホンという風貌に加え言葉遣いが粗暴なためか、周囲から孤立気味である。
医術部の活動に関しては非協力的だが気になって近くで様子を見ていたりさりげなく助けたりしているので、ただ単に素直になれていないだけだと思われる。耽溺している症候群は呼吸耽溺症(ブリーズフィリア)
塚原伊万里（つかはら いまり）
浩介のクラスメイトであり、二年のアイドル。ファンクラブまであるらしい。
実は物体を転倒させたいという欲求にかられる伏倒耽溺症(フォールダウン)患者の1人。
桐生長閑（きりゅう　のどか）
千歳井高校の保険医。医術部の顧問でもある。のんびりとした天然な女性。正体は「おはなしやさん」
涅槃皇終（ねはんすめらぎ　つい）
様々な危険をギリギリ回避することによりカスリ点(グレイグ)と言うものを貯めることを耽溺症としている。
単純にギリギリ回避するだけでなく、カスリ点を消費する事により本来回避できなかったはずの危険をギリギリ回避できると言う特異性を持つ。

### その他
宇奈月仁生
鳳
錆花真理

## 用語
耽溺症候群（フィリア・シンドローム）
趣味や嗜好を頂点にまで高める病気。初期症状では抗いがたい欲求を感じるだけで本人次第ではあるが耐えられる。末期状態では手段を問わずに欲求を満たしたくなり、殺人など反社会的行動を行ったとしても欲求を満たそうとする。また、末期患者にはその趣味・嗜好に特化した能力が備わるようになる。
医術部
耽溺症候群根絶を目標に運営されている部活。表向きは医療関係のことを調べる文化部となっている。
おはなしやさん
無償で悩み相談に応じている少年。

## 既刊一覧
1. 2010年1月10日発売 ISBN 978-4-04-868278-7
2. 2010年5月10日発売 ISBN 978-4-04-868545-0
3. 2010年11月10日発売 ISBN 978-4-04-870046-7